# Windsor River
Windsor River är ett vattendrag i Kanada.   Det ligger i North Coast Regional District och provinsen British Columbia, i den sydvästra delen av landet, 3 900 km väster om huvudstaden Ottawa.
I omgivningarna runt Windsor River växer i huvudsak barrskog. Trakten runt Windsor River är nära nog obefolkad, med mindre än två invånare per kvadratkilometer.